# Carlos Aguiar Retes
Carlos Aguiar Retes (Tepic, 9 januari 1950) is een Mexicaans geestelijke en een kardinaal van de Rooms-Katholieke Kerk.
Aguiar Retes studeerde van 1961 tot 1969 aan het kleinseminarie van Tepic, vervolgens tot 1972 aan het priesterseminarie van Montezuma in de Verenigde Staten en tot 1973 aan het seminarie van Tula (Hidalgo). Op 22 april 1973 werd hij priester gewijd. Van 1974 tot 1977 studeerde hij Bijbelwetenschap aan het Collegio Pio-Latino-Americano Pontificio en het Pauselijk Bijbelinstituut. Van 1978 tot 1991 was Aguiar Retes rector van het seminarie van Tepica. In 1991 promoveerde hij aan de Pauselijke Universiteit Gregoriana. In 1996 werd hij professor voor de Heilige Schrift aan de Pauselijke Universiteit van Mexico.
Op 28 mei 1997 benoemde paus Johannes Paulus II Aguiar Retes tot bisschop van Texcoco. Op 29 juni van dat jaar ontving hij van de aartsbisschop van Monterrey Adolfo Kardinaal Suárez Rivera de bisschopswijding. Op 5 februari 2009 benoemde paus Benedictus XVI hem tot aartsbisschop van Tlalnepantla. Op 31 maart 2009 werd hij geïnstalleerd.
Van 1999 tot 2003 was Aguiar Retes secretaris-generaal van de Latijns-Amerikaanse Bisschoppenconferentie en van 2011-2015 voorzitter. Van 2004 tot 2007 was hij secretaris-generaal van de Mexicaanse bisschoppenconferentie en sinds 2009 voorzitter. Sinds 2007 is hij lid van de Pauselijke Raad voor de Interreligieuze Dialoog.
Aguiar Retes werd tijdens het consistorie van 19 november 2016 kardinaal gecreëerd. Hij kreeg de rang van kardinaal-priester. Zijn titelkerk werd de Santi Fabiano e Venanzio a Villa Fiorelli.
Op 7 december 2017 werd Aguiar Retes benoemd tot aartsbisschop van Mexico-Stad.
- Biblioteca Nacional de Chile: 000531222
- Virtual International Authority File: 256145856861422920300